# Henri Coiffier de Ruzé

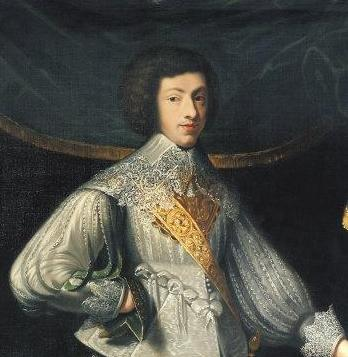
Henri Coiffier de Ruzé

Henri Coiffier de Ruzé, markiz de Cinq-Mars (ur. 1620, zm. 12 września 1642) – faworyt Ludwika XIII Burbona, króla Francji. Zawiązał i stanął na czele ostatniego i najbliższego osiągnięcia sukcesu, spisku przeciw wszechmocnemu ministrowi króla kardynałowi Richelieu.

## Życiorys
Cinq-Mars był synem marszałka Francji i nadintendenta finansów – Antoniego Coiffier-Ruzé, markiza d'Effiat, który był bliskim przyjacielem Richelieu. To kardynał wziął Cinq-Marsa pod swoją opiekę po śmierci jego ojca, w 1632. W 1635 został mianowany kapitanem gwardii, a w 1637 – mistrzem królewskiej garderoby. 15 listopada 1639 złożył przysięgę jako wielki koniuszy i znalazł się na szczycie hierarchii dworskiej.
Przed Cinq-Marsem Ludwik XIII miał innych faworytów (np. Karol de Luynes, pod wpływem którego król sięgnął po władzę), czyli bliskich przyjaciół – czasem kochanków, na dworze, którzy mieli zazwyczaj ogromny wpływ na królewskie decyzje. Richelieu przedstawiając mu młodego Cinq-Marsa miał nadzieję, że Ludwik uczyni z niego swojego kochanka. Według kardynała Cinq-Marsem łatwo było manipulować i go kontrolować. Jednak zamiast tego, markiz porozumiał się z François de Thou i Gastonem, księciem Orleanu, a następnie starał się przekonać króla do skazania Richelieu na śmierć. W 1642 próbował przekonać do pomocy samego Olivaresa. Udało mu się nawet wzniecić wśród francuskiej szlachty rewoltę, ale spisek się nie powiódł. 13 czerwca Richelieu kazał go uwięzić i postawić przed sądem. Cinq-Mars zaciekle bronił się, ale sędziowie przekonali go, że został zdradzony przez swoich towarzyszy. Został ścięty w Lyonie, na placu Terreaux, razem z François de Thou. Przed egzekucją miał wypowiedzieć słowa Ergo moriendum (A więc trzeba umierać). Książę Gaston uciekł z Francji.
Cinq-Mars starał się m.in. o rękę księżniczki Marii Ludwiki Gonzagi (późniejszej polskiej królowej), w której ponoć był mocno zadurzony; liczył, że dzięki temu małżeństwu osiągnie nowe awanse i tytuły, jednak takiemu związkowi sprzeciwił się Richelieu, obawiając się, że małżonkowie mogą realnie zagrozić jego pozycji.

## Odniesienia w sztuce
Alfred de Vigny napisał powieść pt. Cinq-Mars, zainspirowaną prawdziwą historią markiza. Została ona wydana w 1826. Charles Gounod stworzył operę pod tym samym tytułem, wystawioną 5 kwietnia 1877.